# Сюлли, Максимильен-Франсуа де Бетюн
Максимильен (III)-Франсуа де Бетюн (фр. Maximilien-François de Béthune; ок. 1614 — 11 июня 1661, Париж), герцог де Сюлли, пэр Франции — французский аристократ.

## Биография
Сын Максимильена II де Бетюна, маркиза де Рони, и Франсуазы де Бланшфор де Креки.
В 1633 году сопровождал своего деда Шарля де Креки, герцога де Ледигьера, в посольстве в Рим.
В 1634 году наследовал отцу как маркиз де Рони и суверенный принц д'Анришмон, а в декабре 1641 своему деду Максимильену де Бетюну как герцог де Сюлли. 13 марта 1642 принес в Парламенте присягу в качестве герцога и пэра.
Был губернатором города и замка Мант, Мёлана и Французского Вексена, а с 1644 года также генеральным наместником Дофине.

## Семья
Жена (3.02.1639): Шарлотта Сегье (11.1622—5.06.1704), вторая дочь и наследница Пьера Сегье, герцога де Вильмора, канцлера Франции, и Мадлен Фабри. Вторым браком в 1668 году вышла за Анри де Бурбона, герцога де Вернёя
Дети:
- Максимильен-Пьер-Франсуа (11.02.1640—19.06.1694), герцог де Сюлли. Жена (1658): Мари-Антуанетта Сервьен (1644—1702), дочь Абеля Сервьена, маркиза де Сабле и Шатонёфа, канцлера и хранителя печати, сюринтенданта финансов, и Огюстины Леру, дамы де Ла-Рош-дез-Обье
- Мадлен-Франсуаза, монахиня-кармелитка в Понтуазе
- Маргерит-Луиза (1642—25.01.1726), придворная дама королевы и герцогини Бургундской. Муж 1) (23.01.1658): Арман де Грамон (1637—1673), граф де Гиш; 2) (6.02.1681): Анри де Дайон (ум. 1685), герцог дю Люд
- Мари-Тереза (ум. 19.08.1655)